# Ljubljana djurpark
Ljubljanas djurpark (slovenska: Živalski vrt Ljubljana) är en 19,6 hektar stor djurpark i Ljubljana. Parken betraktas som Sloveniens nationaldjurpark och har öppet året runt. Djurparken är belägen i den södra sluttningen av kullen Rožnik, i en naturlig miljö av skog och hagar.
År 2013 utökades artbeståndet med ett gepard-par från Borås Djurpark.